# 小田中 (津山市)
小田中（おだなか）は岡山県津山市にある地名。郵便番号は708-0006。

## 地理
南西部は吉井川の北に接し、東部は津山中心部、旧城下町や市役所のある山北などに接する。古くは西苫田村の一部だが、現在は西苫田地区ではなく、城下町西部とともに城西地区を形成する。

### 河川
- 吉井川
- 藺田川

## 歴史

### 沿革
- 江戸後期 - 小田中村が新田分、広原分を分村。
- 1872年 - 小田中村（本村）が小田中村新田分、小田中村広原分を編入。
- 1889年6月1日 - 町村制施行に伴い、西北条郡小田中村が同郡小原村、上河原村、総社村、山北村と合併し、西苫田村となる。小田中村は大字小田中となる。
- 1900年4月1日 - 西北条郡が西西条郡、東南条郡、東北条郡と合併し、苫田郡となる。
- 1929年2月11日 - 津山町が周辺の町村と合併し、市制施行し、津山市となる。

## 世帯数と人口
2021年（令和3年）1月1日現在の世帯数と人口は以下の通りである。
| 町丁   | 世帯数    | 人口    |
| ------ | --------- | ------- |
| 小田中 | 1,746世帯 | 3,533人 |

## 小・中学校の学区
市立小・中学校に通う場合、学区は以下の通りとなる。
| 番地                                    | 小学校             | 中学校               |
| --------------------------------------- | ------------------ | -------------------- |
| 西新座東・西新座西・新屋敷・笠松・神田  | 津山市立西小学校   | 津山市立津山西中学校 |
| 田中(211～311番地・うち300番地を除く。) | 津山市立西小学校   | 津山市立鶴山中学校   |
| 田中1～210番地・300番地・312番地以降    | 津山市立北小学校   | 津山市立鶴山中学校   |
| 西松原                                  | 津山市立向陽小学校 | 津山市立津山西中学校 |

## 交通

### 道路
- 国道179号

## 施設
- テレビ津山本社
- 近畿中国森林管理局岡山森林管理署
- 岡山刑務所津山拘置支所
- 津山市立西小学校
- 山陽新聞販売津山西支店
- 津山小田中簡易郵便局
- 津山市城西公民館